# ایندین شورز (فلوریدا)
ایندین شورز (به انگلیسی: Indian Shores) شهرکی در شهرستان پاینلاس ایالت فلوریدا است که در سال ۱۹۴۹ بنیان‌گذاری شده‌است. این شهرک طبق سرشماری سال ۲۰۱۰ میلادی، ۱٬۷۶۸ نفر جمعیت داشته و مساحت آن نیز ۲٫۵ کیلومتر مربع است.